# لوکاسویل (اوهایو)
لوکاسویل (به انگلیسی: Lucasville) یک منطقهٔ مسکونی در ایالات متحده آمریکا است که در شهرستان سیوتو، اوهایو واقع شده‌است. لوکاسویل ۶٫۶ کیلومتر مربع مساحت و ۲٬۷۵۷ نفر جمعیت دارد و ۱۶۷ متر بالاتر از سطح دریا واقع شده‌است.